# カラマ川
カラマ川（カラマがわ、英語、Kalama River）とは、アメリカ合衆国西部のワシントン州のカウリッツ郡内のみを流れる長さ約72 kmの、コロンビア川支流の1つである。かつては「Calama River」と綴られたこともある。川の名前はハドソン湾会社の従業員であったジョン・カラマ（John Kalama）の姓にちなむ。彼はこの川で溺死した。

## 地理

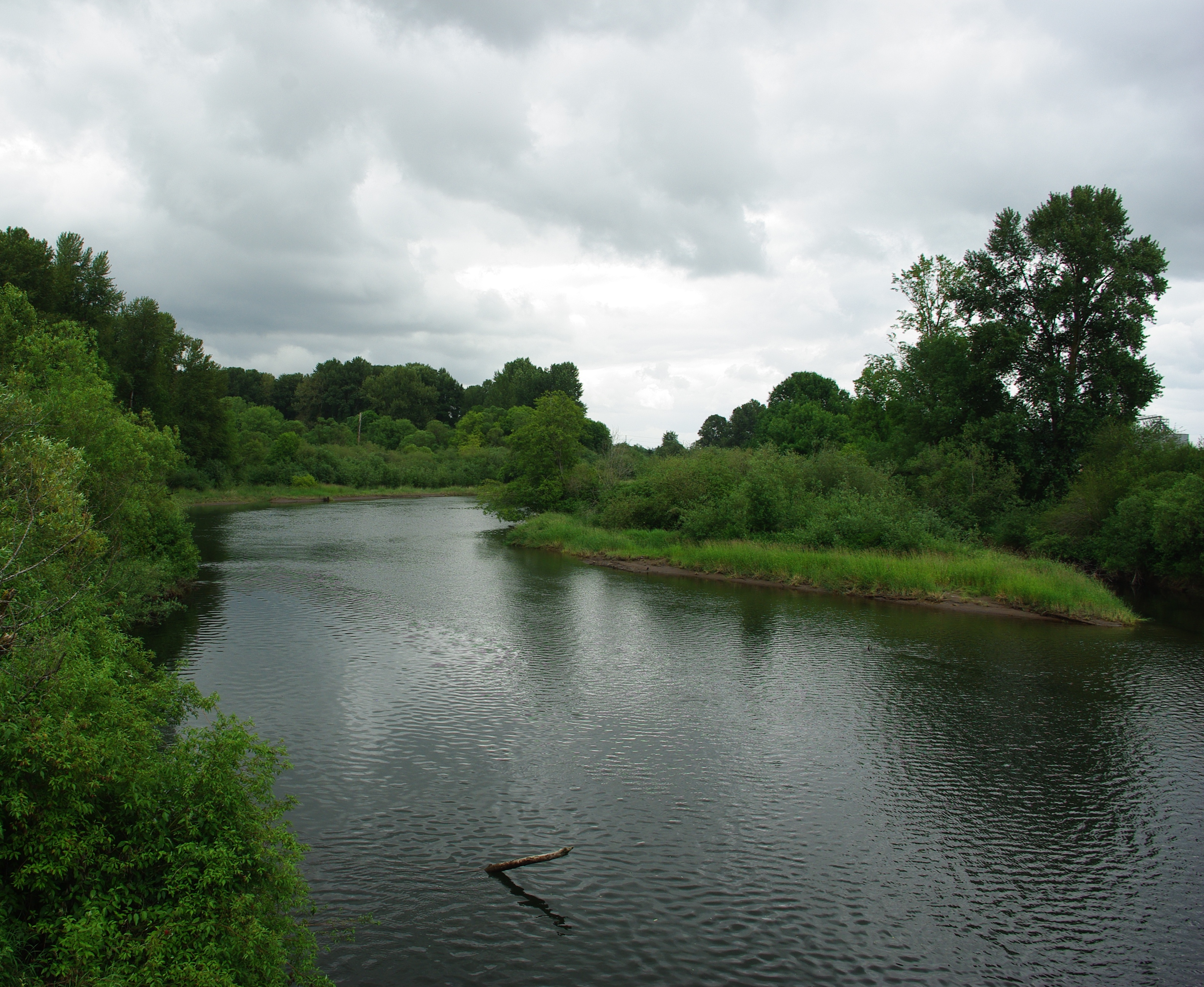
カラマ川の下流部の写真。

カラマ川の長さは約72 kmで、流域面積は約531 km2である。カスケード山脈内、セント・ヘレンズ山の南で発し、おおむね西に流れてカラマ付近、コロンビア川河口から上流に約117 kmの地点でコロンビア川に合流する。したがって、カラマ川の水は最終的に太平洋へと注ぐ。